# Castianeira azteca
Castianeira azteca là một loài nhện trong họ Corinnidae.
Loài này thuộc chi Castianeira. Castianeira azteca được miêu tả năm 1969 bởi Reiskind.